# Minuteflag
Minuteflag es un EP de música experimental en colaboración entre las bandas estadounidenses de punk rock Minutemen y Black Flag. Éste se compone casi en su totalidad de canciones instrumentales con la excepción del tema "Fetch The Water", el cual cuenta con el guitarrista de Minutemen D. Boon en voz principal.
Se llevó a cabo en marzo de 1985, mientras que los Black Flag se encontraban en el proceso de composición y grabación de Loose Nut en los estudios Total Access Studio en Redondo Beach, California; un mes atrás en los mismos estudios los Minutemen acababan de terminar su Extended play de 12" titulado Project Mersh. Inicialmente los miembros de las bandas acordaron que el material que habían registrado no sería lanzado hasta que una de las dos bandas se hubiese disuelto. El EP de 12" fue lanzado por SST Records y tardó más de un año en salir, tiempo durante el cual Minutemen se había disuelto después de la muerte de su guitarrista y vocalista D. Boon en un accidente automovilístico; los Black Flag se separaron un año después, en 1986.

## Lista de canciones
1. "Fetch the Water" - 3:49
2. "Power Failure" - 3:43
3. "Friends" - 5:12
4. "Candy Rush" - 1:49

## Créditos
- D. Boon - voz
- Greg Ginn - guitarra
- George Hurley - bongos, lata de frijoles
- Kira Roessler - bajo
- Henry Rollins - coros
- Bill Stevenson - batería
- Mike Watt - bajo